# Männer sind wie Schokolade
Männer sind wie Schokolade ist ein Film nach dem gleichnamigen Buch von Tina Grube. Es handelt sich um eine romantische Komödie.

## Handlung
Linda Lano ist Artdirektorin in der Werbeagentur König & König, die kurz vor der Pleite steht. Die Rettung wäre ein Großauftrag für eine Babywindel, die klingelt wenn sie voll ist.
Zum Geburtstag von Lindas Mutter taucht ihr Vater auf, der die Mutter vor 15 Jahren für eine Jüngere verlassen hat, und möchte wieder zu ihr zurück. Das negative Vorbild des verhassten Vaters ist der Grund, dass Linda überzeugte Single-Frau ist und die meisten Männer zynisch ablehnt. So ist ihre 'beste Freundin', der schwule Kollege Donald, der einzige Mann in ihrem Leben. Die Ablehnung des Vaters geht so weit, dass sie – um ihre Mutter zu schützen – einen Pakt mit ihm schließt: Wenn sie ihm beweist, dass sie einen Freund hat und ihn heiratet, muss er versprechen wieder aus dem Leben der Mutter zu verschwinden. Mangels echter Heiratskandidaten engagiert sie darauf einen Callboy um ihn dem Vater als Bräutigam zu präsentieren.
Aus dieser männerkritischen Grundhaltung heraus, begegnet sie dem charmanten Mike und steht im Aufzug daneben, als dieser mit einer jungen Mutter flirtet und mit dem Kleinkind scherzt, das sie auf dem Arm trägt. Als diese Interesse an ihm bekundet, lehnt er mit einem Hinweis auf die Aktenmappe ab, die er in der Hand hält und auf der I-V-A steht. Linda verlässt den Aufzug mit der Zote "I-V-A, ich vögel alles". Kurz danach sitzt sie ihm gegenüber und erfährt, dass er jener Mike Badon ist, der mit seinem Großauftrag die Firma retten könnte. Gut gelaunt erklärt er, er sei von I-V-A, Internationale Vertriebsagentur aber es gäbe auch noch andere Deutungsmöglichkeiten für die Abkürzung. Im folgenden Gespräch geht sie ihn aggressiv mit sexistischen Unterstellungen an, während er ruhig und gelassen seine Vorstellungen zur Werbekampagne erläutert, in deren Mittelpunkt das Glück stehen solle. Schließlich stürmt sie aus dem Raum mit der Bemerkung, er solle Beate Uhse mit der Kampagne beauftragen.
Völlig überraschend kommt danach die Nachricht, dass Badon Lindas 'Kraft' so gefallen habe, dass er den Auftrag, mit nach oben offenem Budget, erteilt habe.
Zwischenzeitlich hatte der Vater einen Herzanfall und braucht voraussichtlich eine Bypass-OP. Sie besucht ihn mit dem angeblichen Bräutigam im Krankenhaus um ihn zu nötigen, seinen Teil des Paktes einzuhalten. Aber er erwidert nur nonchalant, er habe gelogen wie er es ständig tue, liebe seine (Ex-)Frau und werde sie nicht verlassen.
Die Zusammenarbeit mit Badon gestaltet sich aufgrund seiner hohen Ansprüche deutlich schwieriger als erwartet und ein 'Spion' in der konkurrierenden Werbeagentur meldet, dass Badon auch mit denen in Verhandlung stehe. Schließlich zieht Badon den Auftrag offiziell zurück, was das Aus für die Firma bedeutet. In dieser verzweifelten Lage beschließt man auf eigene Kosten und Risiko in Vorleistung zu gehen, um ihn mit einem besseren Entwurf doch noch umzustimmen.
Lindas Schwester Barbara hat sich in einen türkischen Mafioso verliebt und wird ihn heiraten. Am Morgen des Hochzeitstages taucht Mike Badon vor ihrer Wohnung auf und fragt nach Linda, weil er mit ihr die Entwürfe besprechen wolle. Da Linda – trotz Samstag – im Büro sitzt, lädt Barbara Bandon spontan zu ihrer Hochzeitsfeier am Abend ein. Dort trifft er auf den schwulen Donald. Der wurde gerade von seinem jugendlichen Lover betrogen und versucht zunächst ihn anzubaggern und plaudert dann aus, dass Lindas 'Freund' – den Badon kurz kennengelernt hatte – ein Callboy sei, der nur wegen der Wette mit dem Vater angeheuert worden war. Als kurz darauf Linda behauptet sie sei mit Donald zusammen, wird Badon klar, dass sie in Wirklichkeit eine recht einsame Frau ist und er, der vor drei Jahren seine Frau verlor und immer noch trauert, kommt ihr dadurch näher. Angeheitert durch reichlichen Sektgenuss entfernen sich die beiden von der Party und offenbaren einander intime Details ihrer Biographie. Am Ende springen sie Hand in Hand von einer Brücke in den Fluss und verbringen die Nacht miteinander im Bett. Danach sind beide völlig verliebt und wie ausgewechselt.
Lindas Chef, der kürzlich von seiner Frau verlassen wurde, lädt sie zum Essen ein und versucht in dem Restaurant ihr gegenüber sein Coming-out, denn er hat seine Liebe zu Männern entdeckt. Sie aber ist völlig abgelenkt, weil sie an einem anderen Tisch Mike Badon in sehr vertrautem Umgang mit einer attraktiven jungen Frau sieht und davon ausgeht, dass das seine Frau sein müsse.
Darauf blockt sie alle Kontaktversuche Badons ab und bringt nur höchst professionell und erfolgreich den Auftrag zu Ende. Schließlich lässt Badon ihr ausrichten, dass er mit ihrer Arbeit sehr zufrieden sei und nur bedaure, dass der schöne Abend keine Fortsetzung gefunden habe.
Donald und ihr Chef sind inzwischen ein Paar geworden. Linda söhnt sich mit dem von der OP genesenden Vater aus.
Gerade als Linda gekündigt hat und ihre Sachen packt, kommt "Frau Badon" um die Kampagne zu betreuen. Sie begrüßt sie mit "Hallo, Sie kennen meinen Bruder?" wodurch klar ist, dass Mike ihr nicht seine Ehefrau verschwiegen hatte, sondern lediglich seine Schwester ausgeführt hat. Nachdem sie erfährt, dass er auf dem Weg zu einer mehrwöchigen USA-Reise ist, rast sie zum Flughafen und stoppt den Privatjet in letzter Sekunde auf dem Weg zur Rollbahn und die beiden fallen sich in die Arme.

## Produktion
Der Film wurde von der Regina Ziegler Filmproduktion für die ARD Degeto produziert.

## Kritik
TV Spielfilm meint: „Ganz süß, auch wenn der zarte Schmelz fehlt.“